# Radovan (Dolj)
Radovan es una comuna ubicada en el distrito de Dolj, Rumania.

## Superficie
Posee una superficie de 49,35 kilómetros cuadrados.

## Demografía
Hasta 2021 la población era de 1150 habitantes, con una densidad de población de 23,30 habitantes por kilómetro cuadrado.